# Il libro del vento
Il libro del vento (風の抄?, Kaze no shō) è un manga del 1992 scritto da Kan Furuyama ed illustrato da Jirō Taniguchi. Ambientato nel XVII secolo, durante il periodo Edo della storia giapponese, la vicenda è basata su una ricerca storica approfondita da parte dei due autori sia per quanto riguarda gli avvenimenti che la parte puramente visiva.
Una nuova edizione italiana è stata pubblicata dal 27 gennaio 2011 da Panini Comics.

## Trama
Il racconto inizia nell'inverno del 1898 («Anno 31 dell'era Meiji») nel distretto di Akasaka a Minato (Tōkyō), in casa di Katsu Kaishū (1823-1899, importante uomo di stato che diede un grande contributo alla modernizzazione del Giappone), il quale intrattiene alcune personalità del governo disquisendo sul periodo del Bakufu.
Parlando di Yagyū Munenori (1571-1646), leggendario maestro di katana, primo capofamiglia degli Yagyū di Edo e capo della Yagyū ombra (organizzazione spionistica a capo del Bakufu), l'azione si sposta all'antica provincia di Yamato nel Villaggio degli Yagyū (attualmente Yagyū, quartiere di Nara), durante l'estate del 1649 («Anno secondo del periodo Keian»), dove si assiste alla scena del furto dei Libri Segreti degli Yagyū dal tempio Hotoku da parte di un samurai. Qui ha inizio la narrazione delle vicende riguardanti Yagyū Jūbei Mitsuyoshi (1607?-1650), samurai al servizio dello shogunato Tokugawa incaricato del recupero dei Libri Segreti ed in conflitto con le forze fedeli all'imperatore del Giappone, che in quel periodo bramava il ritorno al potere dalla sua posizione decaduta.